# Blue Water High
Blue Water High è una serie televisiva australiana mandata in onda per la prima volta dalla ABC australiana l'11 maggio 2005. Ogni stagione segue le vite di un gruppo di ragazzi che studiano alla "Solar Blue", un'accademia esclusiva di surf che ogni anno sceglie un gruppo di fortunati sedicenni per un corso di 12 mesi.
Le prime due stagioni sono andate in onda nel 2005 e nel 2006 ed i produttori non volevano inizialmente produrre una terza stagione; tuttavia, a causa della pressante richiesta dei fan, i produttori decisero di realizzare una terza stagione finale (analogamente a quanto accaduto con la serie H2O), al termine della quale, la "Solar Blue" viene chiusa: questo per far capire che la serie è definitivamente conclusa.
In Italia la serie è stata trasmessa per la prima volta su Disney Channel il 1º aprile 2006. La serie viene successivamente replicata in chiaro su Italia 1 il 5 giugno 2006 e su Boing nell'agosto 2010
L'edizione italiana è curata da Alberto Porto per Mediaset, e il doppiaggio italiano è stato eseguito da European Television Service sotto la direzione di Massimo Corizza.

## Trama

### Prima stagione
Heath, Fly, Matt, Perri, Bec, Edge ed Anna sono sette fortunati liceali, che sono stati scelti in tutta l'Australia per frequentare per un anno una scuola di surf al fine di vincere un contratto, la "Wild Card", nel circuito internazionale di surf dove verranno sponsorizzati dalla Solar Blue per tre anni. Le vicende si svolgono a Blue Water, dove i ragazzi sono costretti a vivere nella stessa casa insieme agli allenatori Simmo e Deb ed alla cuoca Jilly, frequentando regolarmente le lezioni a Blue Water High. 
Dopo le prime incomprensioni, dovute principalmente all'ingresso di Anna nell'accademia quando il posto avrebbe dovuto essere di un ragazzo (e tutti pensavano che sarebbe stato il fratello di Bec, Joe), tra i ragazzi nascono grandi amicizie ed amori: Matt con Perri, Bec con Edge, Heath con Fly e Anna si fidanzerà con Joe. Alla fine dei dodici mesi di studio ed allenamento i vincitori sono Edge, per i ragazzi, e Fly per le ragazze.

### Seconda stagione
È un nuovo anno alla Solar Blue ed i ragazzi selezionati quest'anno sono sei: Amy, Brooke, Corey, Rachel, Eric e Mike. Fly decide di rimandare di un anno il suo tour mondiale per terminare gli studi e torna a Blue Water e aiuterà Simmo nella preparazione dei ragazzi. Bec e Heath saranno presenti per i primi episodi, sostituendo Jilly, che è in vacanza, nella cura della casa. 
Torneranno per un episodio anche Edge, Matt, Perri e Deb. Non mancano anche quest'anno le grandi amicizie e le nuove coppie formatesi tra i ragazzi: Amy ed Eric (che però si lasceranno negli ultimi due episodi), Brooke e Mike, e Corey e Rachel uniti da una grande amicizia. Alla fine dei dodici mesi di allenamenti i vincitori della Wild Card sono Eric e Brooke.  

### Terza stagione
La Solar Blue viene acquistata da una società esterna e le cose cambiano. Simmo lascia la direzione ed il suo ruolo di coach, ed al suo posto torna Bec, che verrà affiancata da Garry che sarà l'allenatore dei nuovi ragazzi. Quest'anno le selezioni non vengono fatte, i ragazzi sono stati tutti scelti precedentemente da Simmo e sono nuovamente sei: Adam, Cassie, Loren, Bridget, Charley e Guy. 
Tutti i ragazzi stringono sin da subito un ottimo rapporto, in particolare Adam con Cassie, Loren con Charley, i quali inizieranno una storia. Bridget e Guy proveranno a stare insieme, ma finiranno per essere solo grandi amici. La finale viene vinta da Adam, per i ragazzi, e Bridget, per le ragazze. Tuttavia Bridget decide di rinunciare alla vittoria, in quanto preferisce andare all'università. Normalmente il posto sarebbe andato alla seconda che avesse totalizzato più punti, ma Cassie e Loren sono a pari merito, quindi si affideranno alla sorte e vincerà quest'ultima. 
La società esterna che aveva precedentemente acquistato la Solar Blue, decide di non continuare più a sponsorizzarla, quindi a fine episodio l'accademia verrà chiusa e la Solar Blue non esisterà più. Grazie a Simmo, tornato per fare da giudice alla finale, i ragazzi vincitori potranno comunque partire per il circuito internazionale e verranno sponsorizzati da un'altra società.

## Personaggi

### Prima Stagione
- Heath Carroll interpretato da Adam Saunders (stagione 1; guest stagione 2): surfista di origini maori con la passione per la fotografia. Avrà sin da subito un ottimo rapporto di amicizia con Fly, con cui poi intraprenderà una storia. Nella seconda stagione appare nei primi episodi, aiutando Simmo con i nuovi ragazzi al posto di Jilly. Durante la seconda stagione viene ingaggiato come fotografo per una rivista di surf e di conseguenza lascia la serie. Chiuderà la relazione con Fly tramite e-mail.
- Fiona "Fly" Watson interpretata da Sophie Luck (stagione 1-2; guest stagione 3): la surfista più giovane e vincitrice del circuito femminile. È una ragazza buona, non vuole mai trasgredire le regole. Ha una relazione con Heath. Nella seconda stagione posticipa di un anno il tour mondiale per finire la scuola, ed aiuta Simmo nell'allenamento dei nuovi ragazzi. Alla fine della seconda stagione parte per il Brasile per il tour mondiale, insieme ai nuovi vincitori. Fa una breve apparizione in un episodio della terza stagione.
- Rebecca "Bec" Sanderson interpretata da Kate Bell (stagione 1 e 3; guest stagione 2): ragazza locale, gareggia per entrare nella Solar Blue insieme a suo fratello, Joe, ma alla fine solo lei ce la farà. Ha una relazione con Edge. Nella seconda stagione appare nei primi due episodi, sostituendo inizialmente Jilly. Nella terza stagione prende il posto di Simmo e dirige l'accademia.
- Perri Lawe interpretata da Tahyna Tozzi (stagione 1; guest stagione 2): reginetta della Gold Coast. Durante l'anno si scopre che ha mentito durante il questionario di accettazione riguardo al suo stato di salute: la ragazza è diabetica e rischia di essere espulsa dalla Solar Blue, cosa che poi non accadrà. Avrà una relazione con Matt. Nel penultimo episodio della seconda stagione torna alla Solar Blue raccontando che dopo la sua non vittoria ha trovato la sua strada nella musica.
- Matthew "Matt" Leyland interpretato da Chris Foy (stagione 1; guest stagione 2): intelligente e bravo a scuola, con una particolare passione per la biologia. Durante l'anno avrà molta competizione specialmente con Edge. Ha una relazione con Perri. Appare nel penultimo episodio della seconda stagione per fare una sorpresa a Perri, tornata anche lei all'accademia. Si scopre che i due si erano lasciati, ma alla fine dell'episodio fanno pace e si capisce che hanno buone probabilità di tornare insieme.
- Anna Peterson interpretata da Mara Scherzinger (stagione 1): famosa campionessa di kiteboard tedesca. Entra alla Solar Blue fortemente voluta dai vertici della compagnia, prendendo così il posto del fratello di Bec, Joe. A causa di questo motivo, all'inizio, tra le due non scorrerà buon sangue. Inizia una relazione con Joe.
- Dean "Edge" Edgely interpretato da Khan Chittenden (stagione 1; guest stagione 2): ragazzo aggressivo e competitivo. Sua mamma è una campionessa mondiale di surf Neozelandese. È il vincitore del circuito maschile a fine stagione partirà per il tour mondiale. Ha una relazione con Bec. Torna nel diciassettesimo episodio della seconda stagione, "Il ritorno di Edge", prende la decisione di lasciare il surf a livello professionale.
- Craig "Simmo" Simmonds interpretato da Martin Lynes (stagione 1-2; guest stagione 3): coach dei ragazzi. Appare nell'ultimo episodio della terza stagione come giudice della finale, definendola una delle migliori mai viste prima.
- Joe Sanderson interpretato da Matt Ruddock: fratello maggiore di Bec. Inizia una relazione con Anna.
- Deborah "Deb" Cullen interpretata da Nadine Gardner (stagione 1; guest stagione 2): affianca Simmo nella direzione della Solar Blue. Appare nell'ultimo episodio della seconda stagione per la finale.
- Jilly interpretata da Liz Burch (stagione 1-2): donna che cura la casa che ospita i ragazzi.

Seconda Stagione
- Eric Tanner interpretato da Ryan Corr: ragazzo umile che ha imparato da solo a surfare. È molto amico di Mike, con cui si scontra per entrare nell'accademia, alla fine vengono ammessi entrambi grazie alla rinuncia di un altro ragazzo precedentemente ammesso. Sin da subito ha una cotta per Amy, con la quale inizia una storia d'amore. È il vincitore del circuito maschile.
- Brooke Solomon interpretata da Lesley Anne Mitchell: bravissima sul bodyboard, maggiore di sei fratelli. Durante l'anno inizia una relazione con Mike, che però terminerà quasi subito perché lei vuole concentrarsi sul surf, salvo poi tornare insieme nel corso della stagione. È la vincitrice del circuito femminile.
- Amy Reed interpretata da Gabrielle Scollay: ragazza festaiola ma con un talento naturale. Ha una relazione con Eric, ma poi si lasciano negli ultimi due episodi rimanendo ottimi amici.
- Michael "Mike" Kruze interpretato da James Sorensen: è lo sfidante di Eric per l'ultimo posto alla Solar Blue. Alla fine vengono ammessi entrambi grazie alla rinuncia di un altro ragazzo precedentemente ammesso. Ha una cotta per Brooke con la quale inizia una storia.
- Rachel Samuels interpretata da Taryn Marler: cresciuta nell'acqua e con una passione per gli sport estremi. Ad un certo punto, a causa di un problema familiare, considera la possibilità di lasciare la Solar Blue, ma Corey la convincerà a restare. È molto amica di Corey e Brooke.
- Corey Petrie interpretato da Trent Dalzell: ragazzo con la passione per la scienza. Studia sempre l'andamento delle onde, fattore che spesso lo penalizza durante le competizioni. Diventa subito amico di Rachel.

Terza Stagione
- Guy Spender interpretato da Kain O'Keeffe: è una macchina da surf, in acqua è molto determinato e detesta perdere, nella vita è molto timido ed impacciato. È molto amico di Bridget.
- Adam Bridge interpretato da Eka Darville: è stato scelto da Simmo, che lo ha visto fare surf per caso a livello amatoriale. È il vincitore del circuito maschile.
- Charley Prince interpretato da Lachlan Buchanan: viene da Perth ed è conosciuto come "il Re", ha vinto tutte le competizioni a cui ha partecipato. Durante l'anno contrae la mononucleosi, che gli farà perdere un mese degli allenamenti. Ha una relazione con Loren.
- Cassandra "Cassie" Cometti interpretata da Rebecca Breeds: è la "scommessa" di Simmo che l'ha vista sul surf in modo amatoriale e l'ha voluta all'accademia. Sin da subito si lega con Adam, in quanto sono i primi due ragazzi arrivati, ed i due avranno una storia.
- Bridget Sanchez interpretata da Cariba Heine: ha molta classe sulla tavola, è decisa ad arrivare molto in alto. È la vincitrice del circuito femminile, ma decide di rinunciare al tour mondiale per continuare gli studi. Prova ad avere una relazione con Guy, ma alla fine rimarranno buoni amici.
- Lauren "Loren" Power interpretata da Amy Beckwith: viene dal sud ed è un autodidatta, deve migliorare la sua tecnica ma Simmo ha molta fiducia nelle sue capacità. Molte volte durante l'anno vorrebbe abbandonare, perché non si sente all'altezza. È lei che prende il posto di Bridget al tour mondiale. Ha una relazione con Charley.
- Garry Miller interpretato da Craig Horner: ex surfista del circuito professionale, ha vinto due titoli in competizioni internazionali. Dopo quattro anni lascia il circuito a causa di un infortunio. È il nuovo allenatore della Solar Blue.

## Episodi
| Stagione         | Episodi | Prima TV Australia | Prima TV Italia |
| ---------------- | ------- | ------------------ | --------------- |
| Prima stagione   | 26      | 2005               | 2006            |
| Seconda stagione | 26      | 2006               | 2007            |
| Terza stagione   | 26      | 2008               | 2010            |